# Саньсиндуй
Саньсиндуй (кит. упр. 三星堆遗址, пиньинь Sānxīngduī yízhǐ, буквально: «реликвии Саньсиндуй») — археологическая культура Китая раннего бронзового века (1600—800 гг. до н. э.). Расположена в местечке Саньсиндуй уезда Гуанхань провинции Сычуань (в 30 километрах от Чэнду, административного центра провинции). Саньсиндуй находится в 7 километрах к западу от уездного центра на южном берегу реки Мамухэ.
Название дано по месту первоначального обнаружения культуры — холму Саньсин (кит. упр. 三星堆), располагавшемуся в посёлке Чжэньу (кит. упр. 真武) уезда Гуанхань провинции Сычуань.

## История открытия
В 1929 году местный крестьянин впервые обнаружил здесь яму с нефритовыми изделиями.
К 1986 году здесь удалось откопать около 2 тыс. медных и нефритовых изделий, во время раскопок в том году были обнаружены две жертвенные ямы. При раскопках сентября 2020 года, проводившихся под руководством Тан Фэя (кит. упр. 唐飞), директора Сычуаньского института археологии и памятников материальной культуры (кит. упр. 四川省文物考古研究院), обнаружено шесть жертвенных ям.

## Артефакты

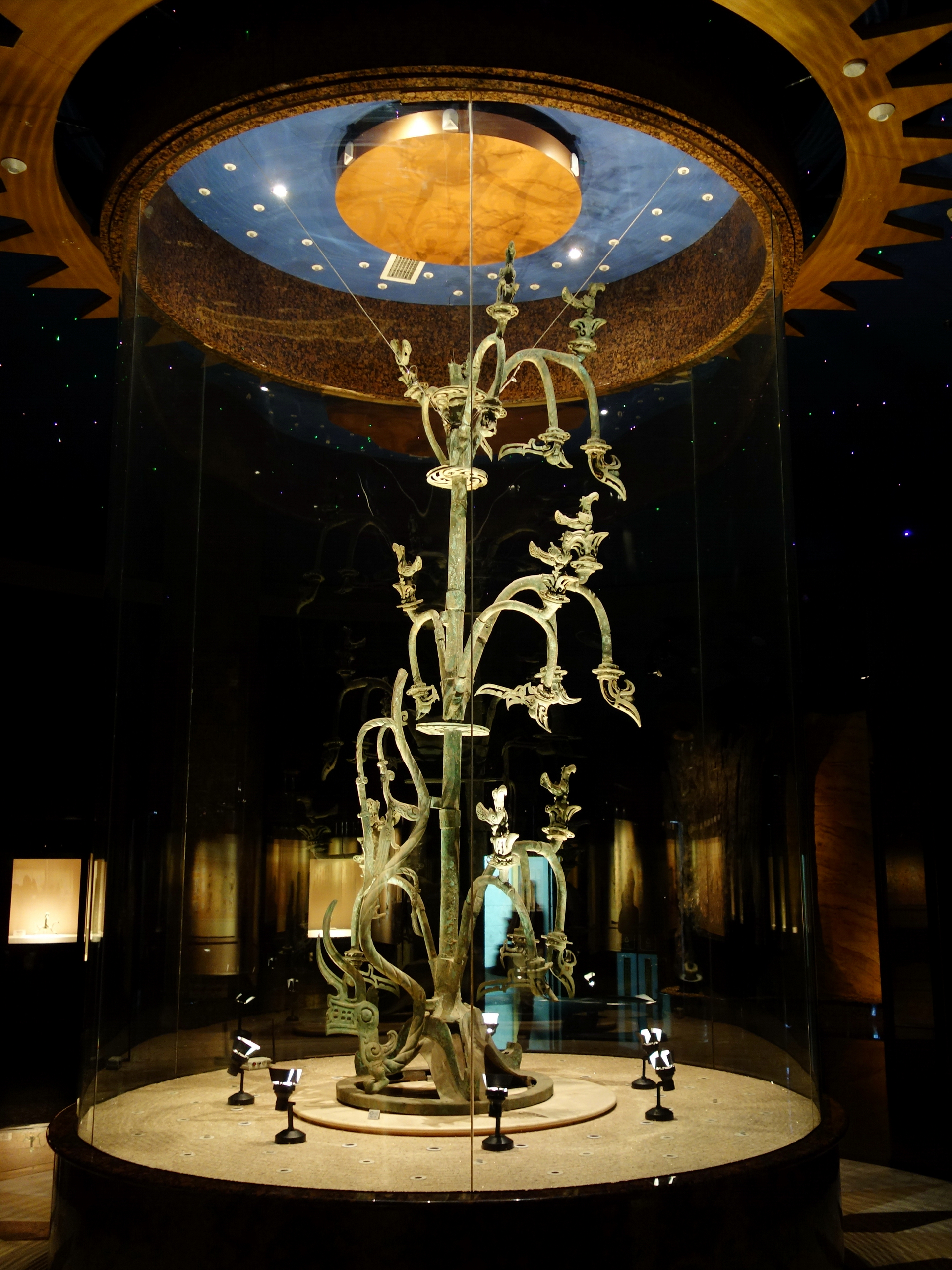
Бронзовое священное дерево

Древнее поселение расположено на берегу реки Янцзы и огорожено рвами и земляными валами. Создатели этой культуры обладали развитой технологией литья бронзы, а также строили ирригационные сооружения.
Среди артефактов Саньсиндуя — золотые и бронзовые маски-личины и золотой жезл с изображением человеческих голов, представляющий собой, очевидно, регалию власти. Также найдены многие сотни образцов литых бронзовых изделий, в том числе обнаруженная в 1986 году статуя человека в натуральную величину и священное дерево, а также крупномасштабных скульптурных изображений человеческих голов с разнообразными головными уборами (что свидетельствует об устойчивой социальной стратификации, в Саньсиндуе уже существовали устойчивые объединения людей, которые по форме организации превышали племя). При раскопках 1986 года обнаружены также изделия из слоновой кости и нефрита.
При раскопках в сентябре 2020 года под руководством Тан Фэя в шести жертвенных ямах прямоугольной формы нашли свыше 500 предметов, в том числе церемониальная золотая маска, шёлк и текстиль; найденные характерные для культуры Центральной равнины и среднего и нижнего течения реки Янцзы предметы с облачным узором, сосуды из бронзы с изображениями животных, регалия юйцун, сосуды цзунь и лэй из бронзы, вместе с тем имеют специфичные черты Саньсиндуя.

## Генетические связи и этническая принадлежность

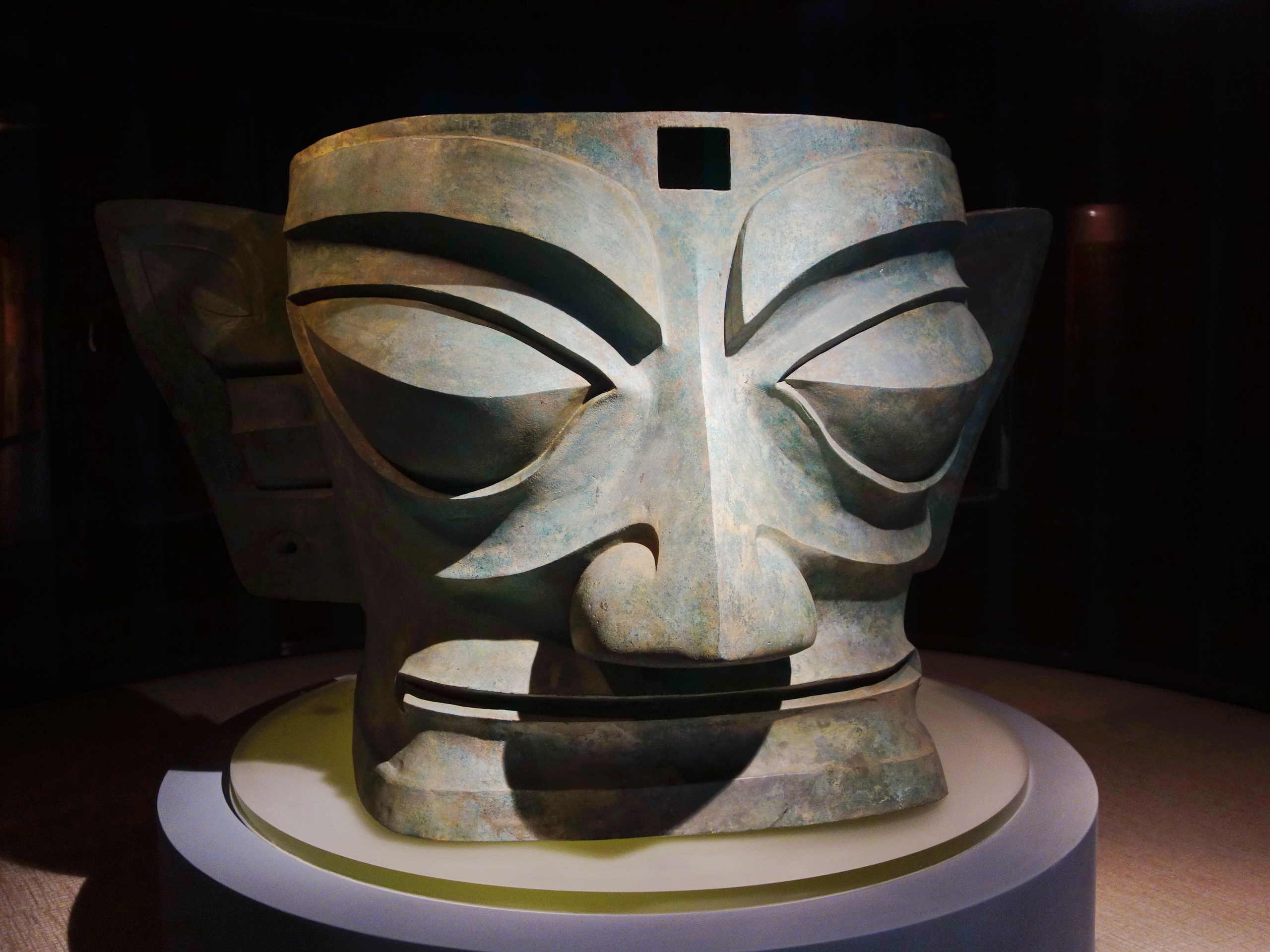

Найденные артефакты относят к культуре существовавшего в верховьях Янцзы во II—I тыс. до н. э. царства Шу. Данные археологических раскопок указывают на то, что укрепления в поселении Саньсиндуй были построены за 14 веков до новой эры. На позднем этапе существования население княжества Шу говорило на языке башуту (очевидно, тибето-бирманского происхождения). Население Шу не знало развитой письменности и, по-видимому, пользовалось пиктографией. 
В поздних китайских мифах упоминается княжество Шу и его первый правитель Цань Цун. Княжества Ба и Шу были завоёваны царством Цинь в 316 году до н. э. В качестве потомков их населения принято рассматривать народы туцзя и, возможно, ицзу. Не исключаются культурные связи с Банчиангом (Таиланд), а также с культурами бассейна Хуанхэ (эпохи Ся и Шан).
Анализ статуэток и масок навёл некоторых западных авторов на рассуждения о том, что они изображают узколицых людей с большим носом и большими глазами, что якобы ближе к антропологическому типу носителей ближневосточных цивилизаций, чем к облику монголоидов; отсюда происходят мало на чём основанные спекуляции о связях носителей саньсиндуйской культуры с Ближним Востоком.